# Dasztczi
Dasztczi (perski: دشتچي) – miejscowość w Iranie, w ostanie Isfahan. W 2006 roku  liczyła 1668 mieszkańców w 431 rodzinach.